# Soyuz TMA-01M
Soyuz TMA-01M foi a 107ª missão programa espacial russo Soyuz e a 101ª à Estação Espacial Internacional. O lançamento da nave foi realizado em 7 de outubro de 2010 do Cosmódromo de Baikonur.
A nave, a primeira da nova geração de naves TMA-M,  transportou até a ISS três dos integrantes da Expedição 25 e 26 na estação, os cosmonautas Alexander Kaleri e Oleg Skripochka e o astronauta Scott Kelly. Ela ficou acoplada à Estação Espacial durante as duas missões de longa duração, servindo como veículo de escape de emergência, retornando à Terra em março de 2011.

## Tripulação
| Posição             | Cosmo/Astronauta |
| ------------------- | ---------------- |
| Comandante          | Alexander Kaleri |
| Engenheiro de voo 1 | Scott Kelly      |
| Engenheiro de voo 2 | Oleg Skripochka  |

## Parâmetros da Missão
- Massa: 7.200 kg
- Perigeu: 350 km
- Apogeu: 355 km
- Inclinação: 51,60°
- Período orbital: 91,60 minutos

## A nave
A Soyuz TMA-01M é a primeira espaçonave da moderna série TMA-M, desenhada e construída pela empresa russa Energia para substituir a atual série TMA, em uso desde 2002. Um total de 36 peças obsoletas foram substítuídas por novas 19 de última geração e a massa total da nave foi reduzida em 70 quilos. Em particular, o antigo sistema operacional de controle analógico 'Aragon', usado pelas Soyuz por mais de trinta anos, foi substituído por um novo sistema de computadores digitais a bordo, o TsVM-101, e o consumo de energia também foi reduzido em todos os setores da espaçonave. Mudanças também foram foram feitas na estrutura da nave e nos painéis de instrumentos, com ligas de alumínio no lugar das antigas de magnésio, que permitem uma fabricação mais fácil e barata.
A nova nave permite aos engenheiros do programa espacial testar novos equipamentos, que serão usados na próxima geração de naves espaciais tripuladas russas, já em desenvolvimento.
Dois voos de teste das naves TMA-M foram programados entre as missões normais TMA. O segundo deles, Soyuz TMA-02M foi lançado em junho de 2011. O terceiro deles TMA-03M será usado como teste de qualificação. Além dos testes normais de verificação das operações e controle automático da nave, testes de controle de voo manual ao redor da ISS e de altitude serão feitos em órbita, com o uso dos quatro propulsores da nave.
Após o lançamento na noite de 7 de outubro, diretores do programa espacial e da Energia, fabricante da nave, afirmaram que a Soyuz não teve qualquer problema: "A Soyuz TMA-01M é uma nave espacial totalmente digital e funcionou perfeitamente, num voo totalmente automatizado." 

## Lançamento e acoplagem
Lançada de Baikonur às 23:10 UTC de 7 de outubro, o veículo atingiu a órbita baixa da Terra em nove minutos, e pouco depois de sua inserção orbital abriu seus painéis solares e suas antenas, recebendo autorização do centro de controle para iniciar sua viagem até a Estação Espacial.
A acoplagem com a ISS foi feita às 00:01 UTC de 10 de outubro, no módulo Poisky, quando as duas naves encontravam-se 354 km sobre o Oceano Pacífico, próxima à costa do Chile. Depois da nave firmemente presa, as escotilhas foram abertas às 03:09 UTC, com a recepção da tripulação sendo feita pelos integrantes da ISS.

## Retorno
Depois de seis meses acoplada à ISS, servindo como nave de escape à tripulação permanente da estação, a TMA-01M foi desaclopada do módulo Poisky as 04:27 UTC de 16 de março de 2011. Uma queima de foguetes, por cerca de quatro minutos, iniciou a lenta descida da nave até a atmosfera. Pouco antes da reentrada, os três módulos que compoem a espaçonave separaram-se como planejado. O módulo central, carregando a tripulação, tocou o solo às 07:54 UTC, perto de Arkalyk, no Casaquistão, sob condições climáticas extremamente adversas, com fortes ventos e temperatura congelante.

## Galeria

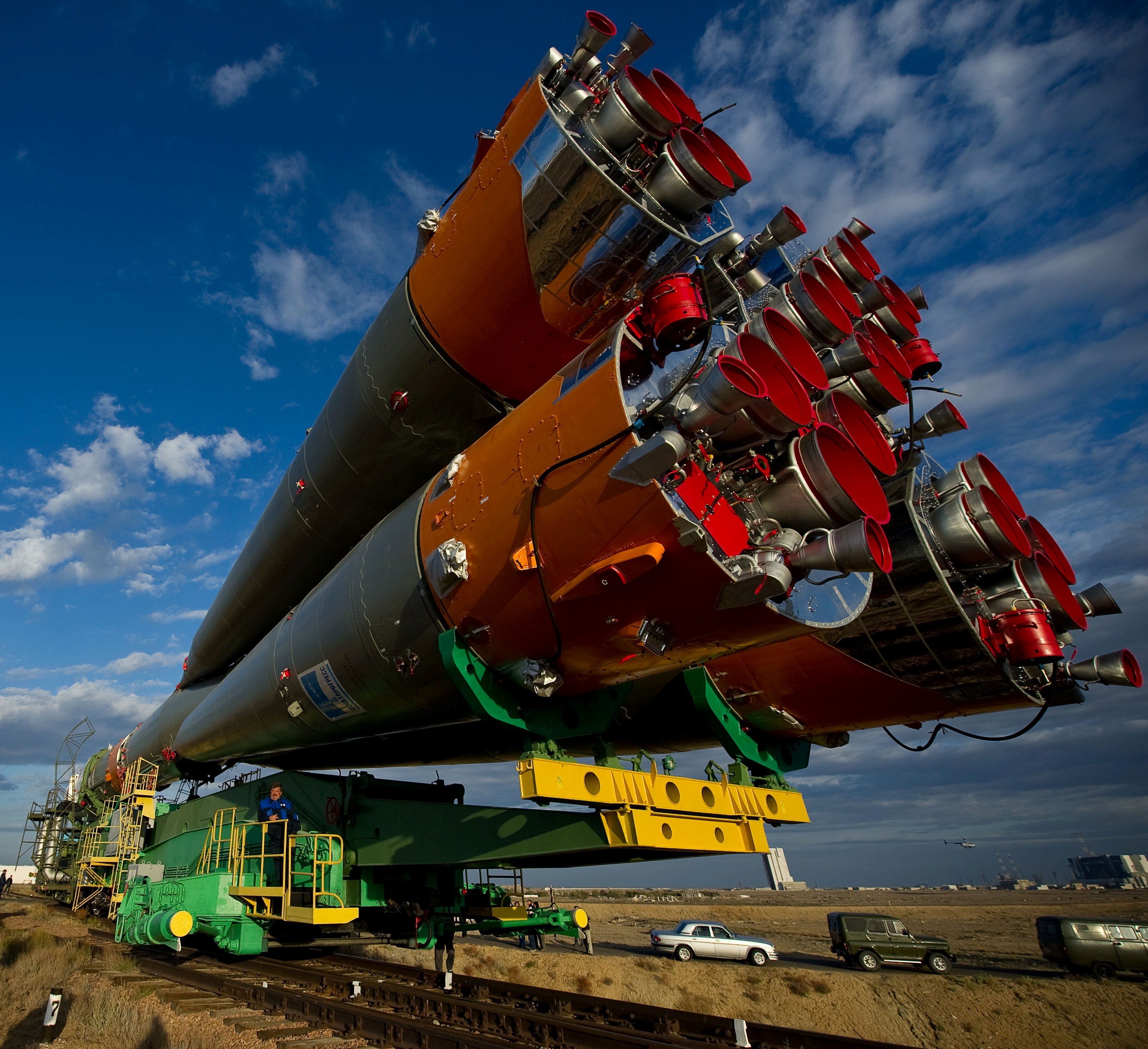
O foguete Soyuz-FG que levou a TMA-01M até o espaço, sendo transportando até a base de lançamento em Baikonur.
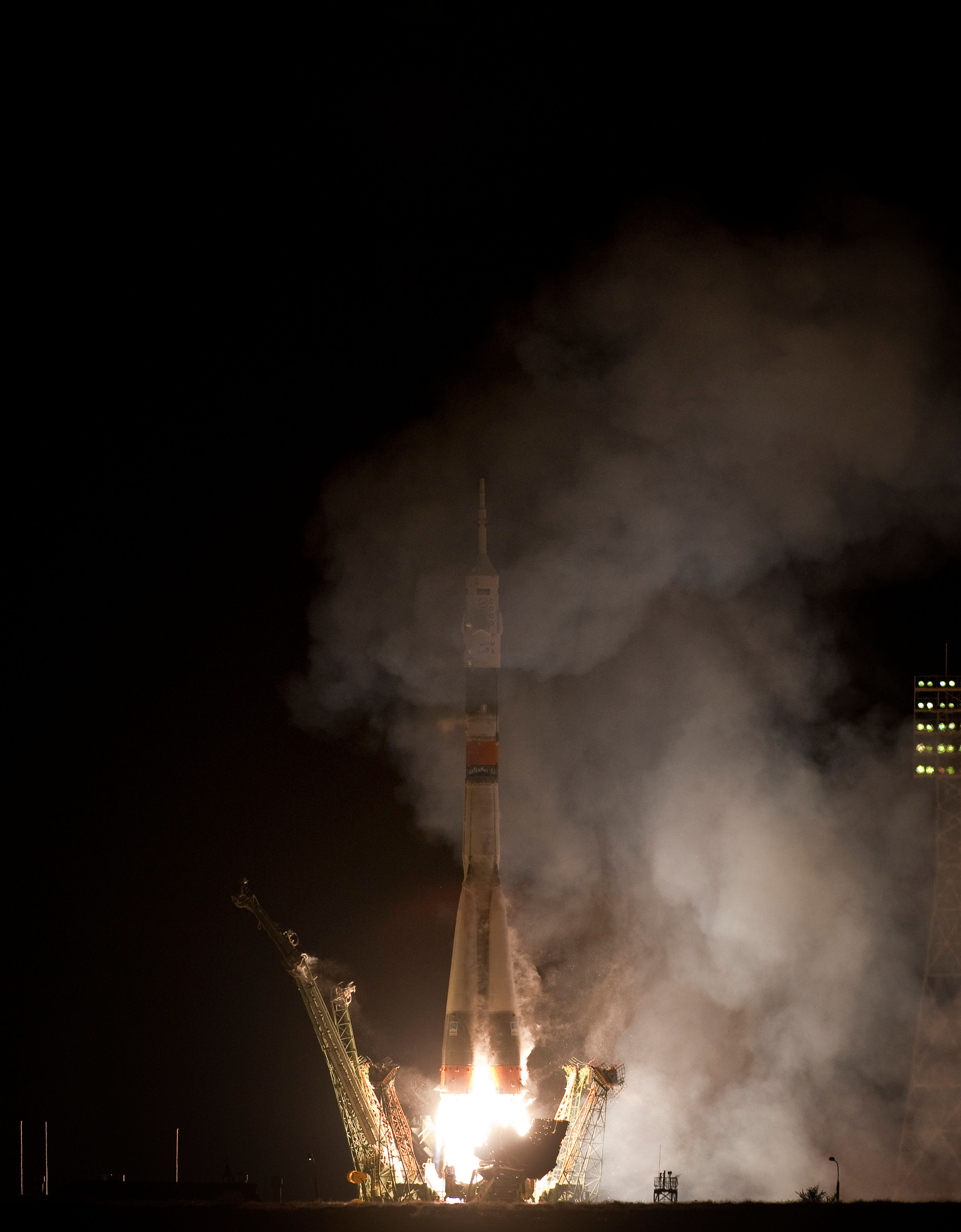
O lançamento, em 7 de outubro de 2010.
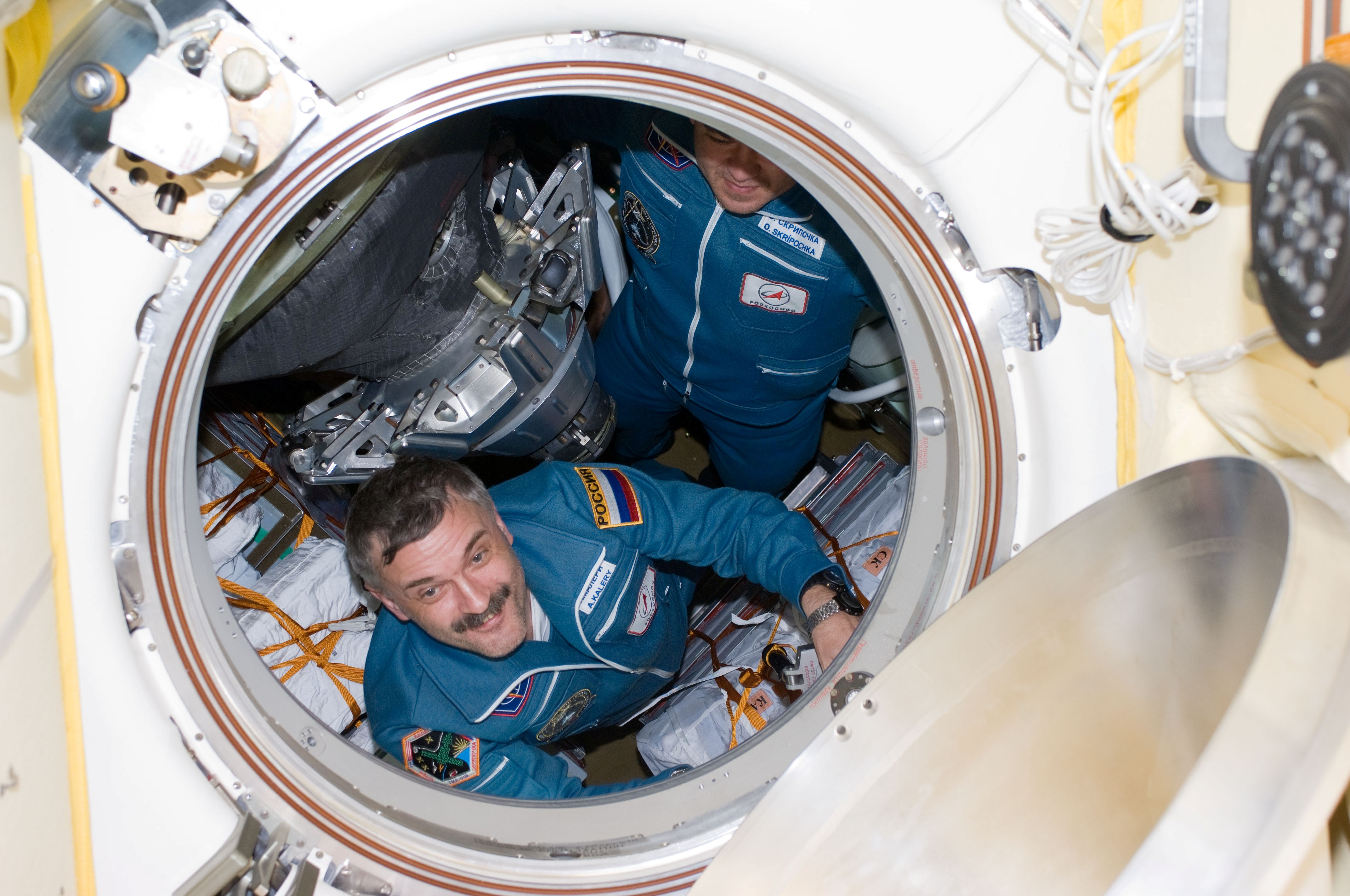
Os tripulantes entram na ISS.
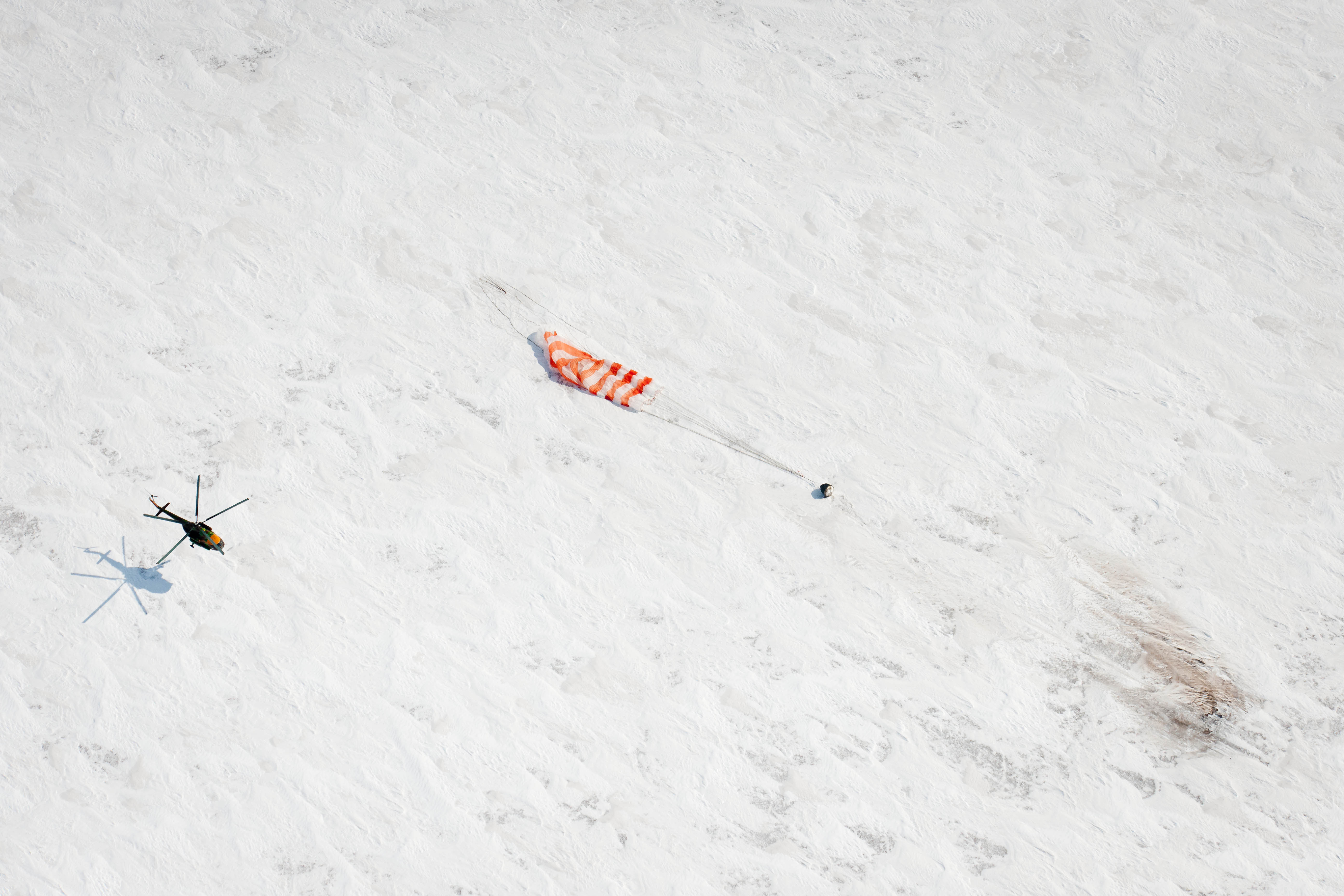
O pouso na estepe congelada do Casaquistão.
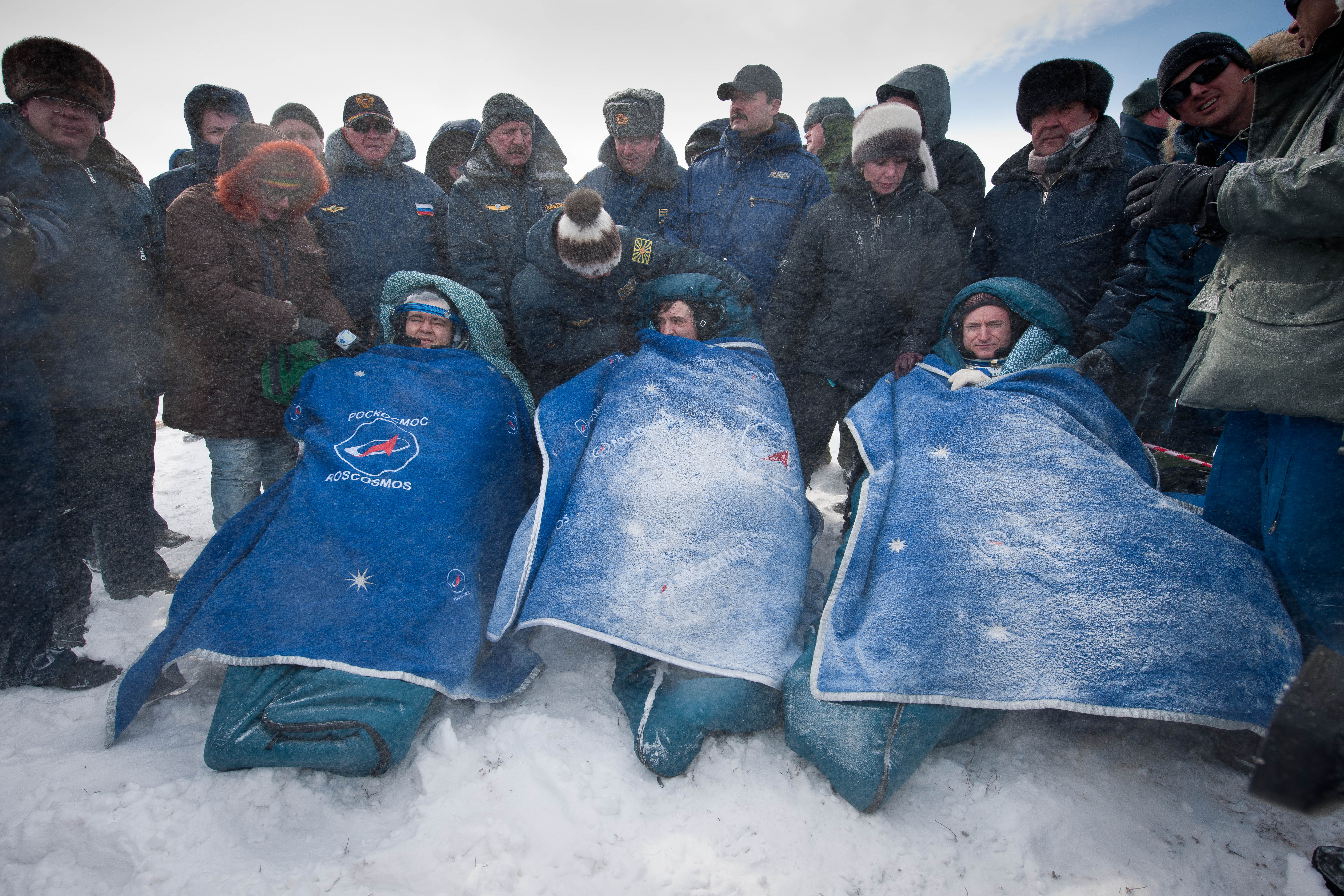
A recepção à tripulação na neve.